# Xiadian (köpinghuvudort i Kina, Shandong Sheng, lat 37,19, long 120,38)
Xiadian (kinesiska: 夏甸, 夏甸镇) är en köpinghuvudort i Kina. Den ligger i provinsen Shandong, i den östra delen av landet, omkring 310 kilometer öster om provinshuvudstaden Jinan. Antalet invånare är 39 182. Befolkningen består av 19 256 kvinnor och 19 926 män. Barn under 15 år utgör 11,0 %, vuxna 15-64 år 72 %, och äldre över 65 år 15,0 %.
Runt Xiadian är det tätbefolkat, med 459 invånare per kvadratkilometer. Närmaste större samhälle är Luofeng, 19,8 km norr om Xiadian. Trakten runt Xiadian består till största delen av jordbruksmark.
Genomsnittlig årsnederbörd är 801 millimeter. Den regnigaste månaden är juli, med i genomsnitt 317 mm nederbörd, och den torraste är januari, med 11 mm nederbörd.